# James E. Campbell

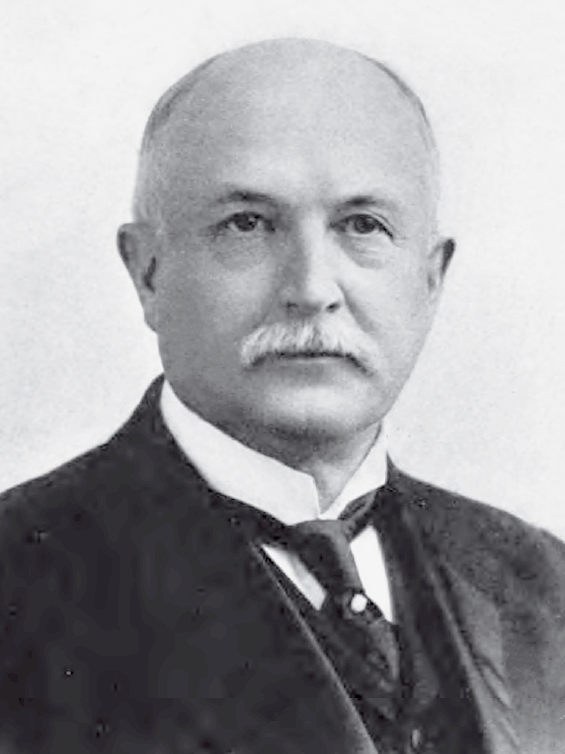
James E. Campbell

James Edwin Campbell (* 7. Juli 1843 in Middletown, Ohio; † 18. Dezember 1924 in Columbus, Ohio) war ein US-amerikanischer Politiker (Demokratische Partei) und von 1890 bis 1892 der 38. Gouverneur des Bundesstaates Ohio.

## Frühe Jahre und politischer Aufstieg
James Campbell erhielt eine private schulische Ausbildung und studierte danach an der Miami University Jura. Er nahm als Soldat der Unionsarmee am Bürgerkrieg teil, wurde aber aus gesundheitlichen Gründen vorzeitig aus dem Militärdienst entlassen. Im Jahr 1865 wurde Campbell als Rechtsanwalt zugelassen. Daraufhin begann er in Hamilton in seinem neuen Beruf zu praktizieren.
Zwischen 1876 und 1880 war Campbell Bezirksstaatsanwalt im Butler County. Von 1884 bis 1889 vertrat er seinen Staat im US-Repräsentantenhaus in Washington. Dort war er Vorsitzender eines Ausschusses, der sich mit der Alkoholfrage beschäftigte (Committee on Alcoholic Liquor Traffic). Im Jahr 1889 wurde er zum neuen Gouverneur seines Staates gewählt, wobei er sich mit 48,9 Prozent und somit einer relativen Mehrheit vor dem republikanischen Amtsinhaber Joseph B. Foraker (47,5 Prozent) durchsetzte.

## Gouverneur von Ohio
James Campbell trat sein Amt am 13. Januar 1890 an. In seiner zweijährigen Amtszeit wurden das Wahlgesetz geändert und geheime Abstimmungen eingeführt. Die Universitäten wurden mit Hilfe von Steuererhöhungen finanziell besser ausgestattet. Auch die Arbeitsgesetze des Staates wurden im Sinne der Arbeiter verbessert. Im Jahr 1891 bewarb sich Campbell erfolglos um seine Wiederwahl. Daher musste er am 11. Januar 1892 sein Amt an William McKinley abgeben.
Auch nach seiner Gouverneurszeit blieb Campbell politisch aktiv. 1895 bewarb sich erfolglos um eine weitere Amtszeit als Gouverneur. In den Jahren 1892, 1920 und 1924 war er Delegierter zu den Democratic National Conventions. Zwischen 1908 und 1911 war er Mitglied einer Kommission zur Überarbeitung der Gesetze von Ohio. James Campbell starb im Dezember 1924. Er war mit Libby Owens verheiratet, mit der er vier Kinder hatte. Sein Onkel Lewis D. Campbell war ebenfalls Politiker.